# Troels Staehelin Jensen
Troels Staehelin Jensen – profesor Uniwersytetu w Århus w Danii. Jensen był przewodniczącym Scandinavian Association for the Study of Pain (1989-1994). Obecnie jest przewodniczącym Międzynarodowego Towarzystwa Badania Bólu (International Association for the Study of Pain, IASP).